# مايكل والكر
مايكل والكر (بالإنجليزية: Michael Walker)‏ (و. 1945 – م) هو عالم اقتصاد، من كندا.

## التعليم
تعلم في جامعة ويسترن أونتاريو، وتحصل منها على دكتوراه في الفلسفة، وجامعة القديس فرانسيس كزافييه، وتحصل منها على بكالوريوس الآداب.

## أعمال بارزة
من أهم أعماله:
- Fraser Institute.

## مناصب وهيئات
أدار جامعة ويسترن أونتاريو.